# ゴンサロ・カルドーゾ
ゴンサロ・ベント・ソアレス・カルドーゾ（Gonçalo Bento Soares Cardoso  ,  2000年10月21日 - ）は、ポルトガル・ポルト県マルコ・デ・カナヴェゼス出身のプロサッカー選手。CSマリティモに所属している。ポジションはDF。

## 来歴
2012年にFCペナフィエルのユースアカデミーに入団。2017年にボアヴィスタFCのユースチームに入団し、2018-19シーズン開幕前にプロ契約を締結。2018年10月7日のCDアヴェス戦でプロデビュー。同シーズンはプリメイラ・リーガで15試合に出場した。
2019年8月6日、ウェストハム・ユナイテッドFCと5年契約を締結したことが発表された。
2021年1月30日、FCバーゼルに2022年夏までのレンタル移籍（買取オプション付き）が発表された。
2022年9月1日、CSマリティモに移籍した。

## 代表経歴
2019年から、U-19のポルトガル代表に招集されている。